# Divatte-sur-Loire
Divatte-sur-Loire é uma comuna francesa na região administrativa do País do Loire, no departamento de Loire-Atlantique. Estende-se por uma área de 33.90 km². Em 2010 a comuna tinha 7 030 habitantes (densidade: 207,4 hab./km²).
Foi criada em 1 de janeiro de 2016, a partir da fusão das antigas comunas de La Chapelle-Basse-Mer e Barbechat.